# عبد الله بن أحمد آل خليفة
الأمير عبد الله بن أحمد آل خليفة العتبي (1795 - 1849) الحاكم الخامس  للبحرين، تولى الحكم من 1821-1843.

## حكمه
في بداية حكم عبد الله بن أحمد آل خليفة حاول رحمة بن جابر الاستيلاء على البحرين مرة أخرى فدخل القطيف في سفينته غطروشة فتصدى له عبد الله بنفسه وتمكن من القضاء عليه، وتعرف هذه الواقعة في تاريخ البحرين باسم ذبحة رحمة الجلاهمة. ثم شرع عبد الله يوطد حكمه في المنطقة فاستولى على دارين وتاروت وسيهات فتصدى له آل سعود.
ثم خرج على عبد الله ثلاثة من أبنائه وكان لعبد الله عشرة أبناء ثلاثة منهم أمهم من آل بني علي هم الذين خرجوا على أبيهم مطالبين بالإمارة وتمركزوا في قرية الحويلة شمال قطر، فأرسل عبد الله إليهم جيشاً بقيادة حفيد أخيه محمد بن خليفة بن سلمان، فلما رأى أبناء عبد الله يخرجون على أبيهم حدثته نفسه بالملك فحاصر عبد الله في المِحَرق لكن عبد الله تمكن من فك الحصار إلاّ أن محمد بن خليفة لم ييأس حتى تمكن من طرد عبد الله من البحرين عام 1258 هـ/ 1842 م.

## وفاته
غادر بلاده ووصل إلى بلاد الفرس ومنها إلى الكويت ثم إلى نجد حيث التقى بحاكمها آنذاك عبد الله بن ثنيان آل سعود ومنها إلى مسقط حيث مرض هناك ومات بها عام 1265 هـ/ 1849 م.

## الأسرة
- حمد الأول بن عبد الله آل خليفة.
- راشد الأول بن عبد الله آل خليفة.
- مبارك بن عبد الله آل خليفة.
- ناصر بن عبد الله بن أحمد آل خليفة.
- خليفة: توفي من غير عقب.
- علي: ولد في 1801.
  - حسين: (1839-1854) (15 سنة).
  - علياء.
  - مريم.
- حسن (1804 - 1865) (61 سنة).
  - راشد (1822 - 1885 في البحرين).
    - حسن (1876 - ؟؟؟؟).
    - أحمد: توفي عن عمر ناهز الست سنوات.
    - ناصر: توفي عن عمر ناهز السنتين.
    - عبد الله: (1880 - ؟؟؟؟).
    - عبد الوهاب: (1880 - ؟؟؟؟).
      - محمد.
        - عبد الله.

  - داود (1849 - ؟؟؟؟).
  - عبد العزيز (1852 - ؟؟؟؟).
  - عيسى (1862 - ؟؟؟؟).
  - عائشة: الزوجة الرابعة لحاكم البحرين والزبارة محمد بن خليفة بن سلمان آل خليفة.
- أحمد: (1816 - 1870 في الإحساء).
  - سلمان (1836 - 1893 في الإحساء) (57 سنة): تزوج من بنت شيخ الهواجر.
    - داود (1854 - ؟؟؟؟).
    - حمد (1867 - ؟؟؟؟).
      - عبد الله.

    - أحمد (1870 - ؟؟؟؟).
      - سلمان.
        - حمد.
        - أحمد.
        - محمد.
        - عبد الله.
        - خليفة.

      - عبد الله.
        - محمد.
        - أحمد.
        - خالد.
        - حمد.

    - إبراهيم (1872 - ؟؟؟؟).
    - علي (1876-؟؟؟؟).
    - حمود (1879-؟؟؟؟).
    - عبد الله (1887-؟؟؟؟).

  - إبراهيم (1838-1868 في البحرين).
- محمد: الحاكم السابع للبحرين.
- راشد (1834-؟؟؟؟): توفي من غير عقب.
- حمد الثاني (1838-1896 في الإحساء).
  - عبد الله (1872-؟؟؟؟).
    - أحمد (1897-؟؟؟؟).
    - راشد (1903-؟؟؟؟).
    - مبارك.
      - محمد.

    - ناصر.

  - عيسى: توفي عن عمر ناهز 12 سنة.
  - علي (1871-؟؟؟؟).
    - حمد.
      - علي.
      - عبد الله.
      - محمد.
      - خالد.

    - راشد.
      - حمد.

    - خالد.
    - عبد الله.

  - محمد (1876-؟؟؟؟).
    - مبارك.
      - محمد.